# Liga de la Decencia
La Liga de la Decencia es un término coloquialmente usado en México para referir a una cierta comunidad de personas cuyos integrantes poseen una filosofía que se considera conservadora, reaccionaria, tradicionalista religiosa y a favor de las buenas costumbres que se encargan de vigilar la moral, los valores familiares y los actos políticamente correctos entre la sociedad mexicana.
El término a menudo es utilizado para nombrar con sarcasmo e ironía a las personas de doble discurso, que predican las buenas costumbres y la unidad familiar pero que al mismo cometen faltas graves a la moral y actos políticamente incorrectos, tales como el machismo, la murmuración, el racismo, entre otras muchas.

## Ejemplos en el lenguaje
"Esta publicación (Picardía mexicana) que esquivó la censura de la Liga de la Decencia -la misma que le colocó un taparrabos a la Diana Cazadora- es reeditada por la editorial RM en una versión facsimilar para festejar, el próximo 10 de septiembre, los 100 años de nacimiento del autor coahuilense (...)"

## Discurso
Entre las ideas de la Liga de la Decencia, los más comunes son los siguientes:
- Predicar el respeto a la mujer con una marcada división de géneros.
- Mantener el sexo como un tema tabú y exclusivo para adultos.
- Concebir el desnudo humano como una imagen inmoral.
- Dividir notoriamente a la gente según su edad biológica.
- Prohibir palabras altisonantes en radio y televisión.
- Predicar unión familiar en su modelo más clásico posible.
- Predicar el cristianismo en su máxima expresión.
- Imponer vestimenta que divida notoriamente a hombres y mujeres.
- Oponerse a la homosexualidad y a la bisexualidad.[3]
- División de las clases sociales.

Es común que Liga de la Decencia sea relacionada a menudo con movimientos religiosos y partidos políticos ultraconservadores, como el Opus Dei.